# Simone Buda
Pour les articles homonymes, voir Buda.
Simone Buda, né le 14 août 1999 à Cesena, est un coureur cycliste italien.

## Biographie
Simone Buda commence le cyclisme vers l'âge de dix ans. Dans les catégories de jeunes, il s'illustre particulièrement en obtenant de nombreuses victoires,. Il poursuit ensuite sa progression au sein de divers clubs italiens entre 2018 et 2021, alors qu'il évolue chez les espoirs (moins de 23 ans). Autour de plusieurs places d'honneur, il n'obtient toutefois pas le moindre triomphe durant cette période. 
Après quelques années de disette, il renoue avec le succès lors de la saison 2023. Bon sprinteur, il s'impose à trois reprises chez les amateurs. Il remporte également la première étape du Grand Prix cycliste de Gemenc, une compétition inscrite au calendrier de l'UCI.

## Palmarès et résultats

### Palmarès par année
- 2022
  - 3e du Gran Premio San Bernardino
  - 3e du Mémorial Mery Marcon
- 2023
  - Mémorial Vincenzo Mantovani
  - Trophée Visentini
  - 1re étape du Grand Prix cycliste de Gemenc
  - Notturna Cochi Boni
  - 2e de La Bolghera
  - 2e du Gran Premio di Roncolevá
  - 3e du Gran Premio San Bernardino
- 2024
  - Grand Prix De Nardi
  - Coppa Caduti Nervianesi
  - 1re étape du Grand Prix cycliste de Gemenc
  - Gran Premio Polverini Arredamenti
  - Alta Padovana Tour
  - 2e de La Popolarissima
  - 2e du Trofeo Casa del Popolo Tripetetolo
  - 2e du Circuito del Porto-Trofeo Arvedi
  - 3e du Grand Prix Misano 100
  - 3e du Grand Prix Adria Mobil
  - 3e du Grand Prix de la ville de Pontedera
  - 3e du Mémorial Cochi Boni

### Classements mondiaux
| Année                                 | 2023  | 2024 |
| ------------------------------------- | ----- | ---- |
| Classement mondial                    | 1321e | 611e |
|                                       |       |      |
| Légende : nc = non classéSource : UCI |       |      |